# Схюрман, Катя
Ка́тя Схю́рман (нидерл. Katja Schuurman; 19 февраля 1975, Утрехт, Нидерланды) — нидерландская актриса

, кинорежиссёр

, певица

, журналистка и телеведущая.

## Биография и карьера
Катя Схюрман родилась 19 февраля 1975 года в Утрехте (Нидерланды) в семье нидерландца и суринамской китаянки. Есть младшая сестра — актриса Биргит Схюрман (род. 1977).
Карьера в качестве актрисы, кинорежиссёра, певицы, журналистки и телеведущей длится с 1992 года.
В 2006—2015 годы была замужем за актёром Тейсом Рёмером. У бывших супругов есть дочь — Сэмми Рёмер (род. 22.04.2010). 1 апреля 2009 года, за год до рождения своего первенца-дочери, Схюрман перенесла выкидыш, будучи на 3-м месяце беременности.